# Lijst van voetbalinterlands Luxemburg - Nederland
Deze lijst van voetbalinterlands is een overzicht van alle officiële voetbalwedstrijden tussen de nationale teams van Luxemburg en Nederland. De landen hebben tot op heden achttien keer tegen elkaar gespeeld. De eerste ontmoeting was op 28 augustus 1920 in Brussel (België), tijdens de Olympische Spelen. De laatste wedstrijd, een kwalificatiewedstrijd voor het Wereldkampioenschap voetbal 2018, was op vrijdag 9 juni 2017 in Rotterdam.

## Wedstrijden
| №  | № Int NED | Plaats    | Datum             | Competitie           | Wedstrijd             | Uitslag |
| -- | --------- | --------- | ----------------- | -------------------- | --------------------- | ------- |
| 1  | 49        | Brussel   | 28 augustus 1920  | OS 1920              | Luxemburg − Nederland | 0 − 3   |
| 2  | 148       | Rotterdam | 28 november 1937  | WK 1938 kwalificatie | Nederland − Luxemburg | 4 − 0   |
| 3  | 159       | Rotterdam | 31 maart 1940     | Vriendschappelijk    | Nederland − Luxemburg | 4 − 5   |
| 4  | 161       | Luxemburg | 10 maart 1946     | Vriendschappelijk    | Luxemburg − Nederland | 2 − 6   |
| 5  | 223       | Rotterdam | 20 maart 1957     | WK 1958 kwalificatie | Nederland − Luxemburg | 4 − 1   |
| 6  | 227       | Rotterdam | 11 september 1957 | WK 1958 kwalificatie | Luxemburg − Nederland | 2 − 5   |
| 7  | 269       | Amsterdam | 11 september 1963 | EK 1964 kwalificatie | Luxemburg − Nederland | 1 − 1   |
| 8  | 271       | Rotterdam | 30 oktober 1963   | EK 1964 kwalificatie | Nederland − Luxemburg | 1 − 2   |
| 9  | 302       | Rotterdam | 4 september 1968  | WK 1970 kwalificatie | Luxemburg − Nederland | 0 − 2   |
| 10 | 304       | Rotterdam | 26 maart 1969     | WK 1970 kwalificatie | Nederland − Luxemburg | 4 − 0   |
| 11 | 315       | Rotterdam | 24 februari 1971  | EK 1972 kwalificatie | Nederland − Luxemburg | 6 − 0   |
| 12 | 318       | Eindhoven | 17 november 1971  | EK 1972 kwalificatie | Luxemburg − Nederland | 0 − 8   |
| 13 | 511       | Luxemburg | 7 september 1994  | EK 1996 kwalificatie | Luxemburg − Nederland | 0 − 4   |
| 14 | 514       | Rotterdam | 14 december 1994  | EK 1996 kwalificatie | Nederland − Luxemburg | 5 − 0   |
| 15 | 645       | Luxemburg | 2 september 2006  | EK 2008 kwalificatie | Luxemburg − Nederland | 0 − 1   |
| 16 | 660       | Rotterdam | 17 november 2007  | EK 2008 kwalificatie | Nederland − Luxemburg | 1 − 0   |
| 17 | 777       | Luxemburg | 13 november 2016  | WK 2018 kwalificatie | Luxemburg − Nederland | 1 − 3   |
| 18 | 782       | Rotterdam | 9 juni 2017       | WK 2018 kwalificatie | Nederland − Luxemburg | 5 − 0   |

## Samenvatting
| Competitie        | Totaal gespeeld | Winst Luxemburg | Gelijk | Winst Nederland | Doelsaldo Luxemburg – Nederland |
| ----------------- | --------------- | --------------- | ------ | --------------- | ------------------------------- |
| WK-kwalificatie   | 7               | 0               | 0      | 7               | 4 − 27                          |
| EK-kwalificatie   | 8               | 1               | 1      | 6               | 3 − 27                          |
| Olympische Spelen | 1               | 0               | 0      | 1               | 0 − 3                           |
| Vriendschappelijk | 2               | 1               | 0      | 1               | 7 − 10                          |
| Totaal            | 18              | 2               | 1      | 15              | 14 − 67                         |

Wedstrijden bepaald door strafschoppen worden, in lijn met de FIFA, als een gelijkspel gerekend.

## Details

### Eerste ontmoeting
| OS 1920 (Brussel, België, 28 augustus 1920): |              | |
| Luxemburg | 0 – 3        | Nederland |
| | doelpunten   | 30' Jaap Bulder 47' Ber Groosjohan 85' Ber Groosjohan                                                                                                   |
| Selectiecommissie | bondscoach   | Fred Warburton |
| Charles Krüger Thomas Schmit Joseph Koetz Émile Hamilius Michel Ungeheuer Camille Schumacher Léon Metzler François Langers Robert Elter Jean Massard Arthur Leesch | opstellingen | Dick MacNeill Harry Dénis Ben Verweij Leo Bosschart Frits Kuipers Henk Steeman Oscar van Rappard Joop van Dort Ber Groosjohan Jaap Bulder Jan de Natris |

### Tweede ontmoeting
| WK 1938 kwalificatie (Rotterdam, Nederland, 28 november 1937):   |            |           |
| Nederland                                                        | 4 – 0      | Luxemburg |
| Kick Smit 29' Piet de Boer 68' Piet de Boer 78' Piet de Boer 82' | doelpunten |           |

### Derde ontmoeting
| Vriendschappelijk (Rotterdam, Nederland, 31 maart 1940): |            |                                                                                   |
| Nederland | 4 – 5      | Luxemburg                                                                         |
| Abe Lenstra 10' Bas Paauwe 23' Daaf Drok 68' Ko Bergman 80' | doelpunten | 15' Gusty Kemp 23' Ernest Mengel 43' Gusty Kemp 58' Paul Feller 77' Emile Everard |
| - Debuut van Abe Lenstra in het Nederlands elftal. - Op 12 mei 1940 zou de return gespeeld worden in Luxemburg, maar door de Duitse inval kwam die te vervallen. |            |                                                                                   |

### Vierde ontmoeting
| Vriendschappelijk (Luxemburg, Luxemburg, 10 maart 1946): |            |                                                                                                |
| Luxemburg                                                | 2 – 6      | Nederland                                                                                      |
| Edy Lahure 8' Paul Feller 89'                            | doelpunten | 5' Faas Wilkes 12' Faas Wilkes 30' Faas Wilkes 47' Kees Rijvers 49' Ko Bergman 69' Faas Wilkes |

### Vijfde ontmoeting
| WK 1958 kwalificatie (Rotterdam, Nederland, 20 maart 1957):                   |            |                    |
| Nederland                                                                     | 4 – 1      | Luxemburg          |
| Cor van der Gijp 27' Cor van der Gijp 30' Coen Dillen 72' Toon Brusselers 80' | doelpunten | 34' Johny Halsdorf |

### Zesde ontmoeting
| WK 1958 kwalificatie (Rotterdam, Nederland, 11 september 1957):                                                                                                |              | |
| Luxemburg | 2 – 5        | Nederland |
| Jean-Pierre Fiedler 5' Léon Letsch 60' | doelpunten   | 15' Abe Lenstra 27' Faas Wilkes 28' Abe Lenstra 35' Noud van Melis 54' Kees Rijvers                                                                       |
| Nándor Lengyel | bondscoach   | Elek Schwartz |
| Benny Michaux Fernand Brosius Victor Heinen François Konter Robert Mond Nicolas Kettel Johny Halsdorf Léon Letsch Spitz Kohn Vic Nurenberg Jean-Pierre Fiedler | opstellingen | Frans de Munck Roel Wiersma Kees Kuijs Jan Notermans Cor van der Hart Jan Klaassens Piet van der Kuil Faas Wilkes Abe Lenstra Kees Rijvers Noud van Melis |
| - Debuut van Elek Schwartz als bondscoach van Nederland. - Debuut van Victor Heinen en Jean-Pierre Fiedler voor Luxemburg.                                     |              | |

### Zevende ontmoeting
| EK 1964 kwalificatie (Amsterdam, Nederland, 11 september 1963): |            |              |
| Nederland                                                       | 1 – 1      | Luxemburg    |
| Klaas Nuninga 5'                                                | doelpunten | 34' Paul May |

### Achtste ontmoeting
| EK 1964 kwalificatie (Rotterdam, Nederland, 30 oktober 1963):                                                                                        |              | |
| Nederland | 1 – 2        | Luxemburg |
| Piet Kruiver 35' | doelpunten   | 20' Camille Dimmer 70' Camille Dimmer |
| Elek Schwartz | bondscoach   | Robert Heinz |
| Eddy Pieters Graafland Guus Haak Cor Veldhoen Fons van Wissen Ton Pronk Rinus Bennaars Piet Giesen Henk Groot Piet Kruiver Piet Keizer Peet Petersen | opstellingen | Nico Schmitt Erny Brenner Jim Hoffstetter Jean-Pierre Fiedler Fernand Brosius François Konter Jean Klein Ady Schmit Camille Dimmer Louis Pilot Henri Klein |
| - Debuut van Piet Giesen (PSV) voor Nederland. |              | |

### Negende ontmoeting
| WK 1970 kwalificatie (Rotterdam, Nederland, 4 september 1968): |            |                                       |
| Luxemburg                                                      | 0 – 2      | Nederland                             |
|                                                                | doelpunten | 22' Wim Jansen 69' Willem van Hanegem |

### Tiende ontmoeting
| WK 1970 kwalificatie (Rotterdam, Nederland, 26 maart 1969):               |            |           |
| Nederland                                                                 | 4 – 0      | Luxemburg |
| Johan Cruijff 25' Dick van Dijk 29' Theo Pahlplatz 86' Theo Pahlplatz 89' | doelpunten |           |

### Elfde ontmoeting
| EK 1972 kwalificatie (Rotterdam, Nederland, 24 februari 1971):                                         |            |           |
| Nederland                                                                                              | 6 – 0      | Luxemburg |
| Willi Lippens 26' Piet Keizer 53' Johan Cruijff 59' Johan Cruijff 69' Piet Keizer 80' Wim Suurbier 83' | doelpunten |           |

### Twaalfde ontmoeting
| EK 1972 kwalificatie (Eindhoven, Nederland, 17 november 1971): |            | |
| Luxemburg                                                      | 0 – 8      | Nederland |
|                                                                | doelpunten | 4' Johan Cruijff 7' Piet Keizer 12' Theo Pahlplatz 14' Johan Cruijff 37' Barry Hulshoff 54' Oekie Hoekema 60' Johan Cruijff 82' Rinus Israël |

### Dertiende ontmoeting
| EK 1996 kwalificatie (Luxemburg, Luxemburg, 17 september 1994): |            |                                                                  |
| Luxemburg                                                       | 0 – 4      | Nederland                                                        |
|                                                                 | doelpunten | 24' Bryan Roy 65' Ronald de Boer 67' Ronald de Boer 89' Wim Jonk |

### Veertiende ontmoeting
| EK 1996 kwalificatie (Rotterdam, Nederland, 14 december 1994):                     |            |           |
| Nederland                                                                          | 5 – 0      | Luxemburg |
| Youri Mulder 7' Bryan Roy 17' Wim Jonk 40' Ronald de Boer 52' Clarence Seedorf 90' | doelpunten |           |

### Vijftiende ontmoeting
| EK 2008 kwalificatie (Luxemburg, Luxemburg, 2 september 2006): |            |                     |
| Luxemburg                                                      | 0 – 1      | Nederland           |
|                                                                | doelpunten | 43' Joris Mathijsen |

### Zestiende ontmoeting
| EK 2008 kwalificatie (Rotterdam, Nederland, 17 november 2007): |            |           |
| Nederland                                                      | 1 – 0      | Luxemburg |
| Danny Koevermans 43'                                           | doelpunten |           |

### Zeventiende ontmoeting
| WK 2018 kwalificatie (Luxemburg, Luxemburg, 13 november 2016): |            |                                                      |
| Luxemburg | 1 – 3      | Nederland                                            |
| Maxime Chanot 44' (pen.) | doelpunten | 36' Arjen Robben 58' Memphis Depay 84' Memphis Depay |
| - Debuut van Ralph Schon (Una Strassen), Enes Mahmutovic (Fola Esch) en Kevin Kerger (Una Strassen) voor Luxemburg. - Debuut van Marten de Roon (Middlesbrough) voor Nederland. |            |                                                      |

### Achttiende ontmoeting
| WK 2018 kwalificatie (Rotterdam, Nederland, 9 juni 2017): |              | |
| Nederland | 5 – 0        | Luxemburg |
| Arjen Robben 21' Wesley Sneijder 34' Georginio Wijnaldum 62' Quincy Promes 70' Vincent Janssen 84' (pen.) | doelpunten   | |
| Dick Advocaat | bondscoach   | Luc Holtz |
| Jasper Cillessen Joël Veltman Stefan de Vrij Wesley Hoedt Daley Blind Georginio Wijnaldum Wesley Sneijder 82' Kevin Strootman Arjen Robben 73' Vincent Janssen Memphis Depay 66'                                                                                      | opstellingen | Ralph Schon Kevin Malget 26' Maxime Chanot Laurent Jans Enes Mahmutovic Sébastien Thill Christopher Martins Pereira 85' Gerson Rodrigues Stefano Bensi David Turpel 54' Vincent Thill |
| Quincy Promes 66' Jeremain Lens 73' Nathan Aké 82' | wissels      | 26' Ricardo Delgado 54' Lars Gerson 85' Florian Bohnert |
| Stefan de Vrij 78' | gele kaarten | 16' Laurent Jans 50' Vincent Thill 55' Kevin Malget 90' Christopher Martins Pereira                                                                                                   |
| - De jarige Wesley Sneijder speelt zijn 131ste interland en lost daarmee Edwin van der Sar af als Nederlands recordinternational. - Eerste interland in de derde periode onder leiding van bondscoach Dick Advocaat, die ditmaal wordt geassisteerd door Ruud Gullit. |              | |

FLF · A-internationals · Bondscoaches · Statistieken · Luxemburgs vrouwenelftal · Luxemburg U21 · Luxemburg U19 · Luxemburg U18 · Luxemburg U17 · Luxemburg U16
1911 – 1919 ·
1920 – 1929 ·
1930 – 1939 ·
1940 – 1949 ·
1950 – 1959 ·
1960 – 1969 ·
1970 – 1979 ·
1980 – 1989 ·
1990 – 1999 ·
2000 – 2009 ·
2010 – 2019 ·
2020 − 2029
OS 1920 · 
OS 1924 · 
OS 1928 · 
OS 1936 · 
OS 1948 · 
OS 1952
1911 · 
1912 · 
1913 · 
1914 · 
1915 · 1916 · 1917 · 1918 · 1919 · 
1920 · 
1921 · 1922 · 1923 · 
1924 · 
1925 · 1926 · 
1927 · 
1928 · 
1929 · 1930 · 1931 · 1932 · 1933 · 
1934 · 
1935 · 
1936 · 
1937 · 
1938 · 
1939 · 
1940 · 
1941 · 1942 · 1943 · 1944 · 
1945 · 
1946 · 
1947 · 
1948 · 
1949 · 
1950 · 
1952 · 
1952 · 
1953 · 
1954 · 
1955 · 
1956 · 
1957 · 
1958 · 
1959 · 
1960 · 
1961 · 
1962 · 
1963 · 
1964 · 
1965 · 
1966 · 
1967 · 
1968 · 
1969 · 
1970 · 
1971 · 
1972 · 
1973 · 
1974 · 
1975 · 
1976 · 
1977 · 
1978 · 
1979 · 
1980 · 
1981 · 
1982 · 
1983 · 
1984 · 
1985 · 
1986 · 
1987 · 
1988 · 
1989 · 
1990 · 
1991 · 
1992 · 
1993 · 
1994 · 
1995 · 
1996 · 
1997 · 
1998 · 
1999 · 
2000 · 
2001 · 
2002 · 
2003 · 
2004 · 
2005 · 
2006 · 
2007 · 
2008 · 
2009 · 
2010 · 
2011 · 
2012 · 
2013 · 
2014 · 
2015 ·
2016 ·
2017 ·
2018 ·
2019 ·
2020 ·
2021
Afghanistan ·
Albanië ·
Algerije ·
Armenië ·
Azerbeidzjan ·
België ·
Bosnië en Herzegovina ·
Brazilië ·
Bulgarije ·
Canada ·
Cyprus ·
DDR ·
Denemarken ·
(West-)Duitsland ·
Egypte ·
Engeland ·
Estland ·
Faeröer ·
Finland ·
Frankrijk ·
Gambia ·
Georgië ·
Griekenland ·
Hongarije ·
Ierland ·
IJsland ·
Israël ·
Italië ·
Japan ·
Joegoslavië ·
Kaapverdië ·
Kameroen ·
Kazachstan ·
Letland ·
Liechtenstein ·
Litouwen ·
Madagaskar ·
Malta ·
Marokko ·
Mexico ·
Moldavië ·
Montenegro ·
Myanmar ·
Nederland ·
Nigeria ·
Noord-Ierland ·
Noord-Macedonië ·
Noorwegen ·
Oekraïne ·
Oostenrijk ·
Polen ·
Portugal ·
Qatar ·
Roemenië ·
Rusland ·
San Marino ·
Saoedi-Arabië ·
Schotland ·
Senegal ·
Servië ·
Servië en Montenegro ·
Slovenië ·
Slowakije ·
Sovjet-Unie ·
Spanje ·
Thailand ·
Togo ·
Tsjechië ·
Tsjecho-Slowakije ·
Turkije ·
Uruguay ·
Verenigde Staten ·
Wales ·
Wit-Rusland ·
Zuid-Korea ·
Zweden ·
Zwitserland
KNVB ·
A-internationals ·
Bondscoaches (m) ·
Topscorers ·
Nederlands vrouwenelftal ·
Bondscoaches (v) ·
Nederland B ·
Olympisch elftal ·
Jong Oranje ·
Nederland –20 ·
Nederland –19 ·
Nederland –18 ·
Nederland –17 ·
Nederland –16 ·
Nederland –15 ·
Nederlands amateurelftal ·
Nederlands zaterdagelftal ·
Jong OranjeLeeuwinnen ·
Vrouwen –20 ·
Vrouwen –19 ·
Vrouwen –18 ·
Vrouwen –17 ·
Vrouwen –16 ·
Vrouwen –15 ·
Militair mannenelftal ·
Militair vrouwenelftal ·
Strandteam ·
Vrouwen Strandteam ·
Futsalteam ·
Vrouwen Futsalteam

EK-wedstrijden ·
WK-wedstrijden ·
Resultaten kwalificaties en eindronden ·
Nederland B-wedstrijden ·
Officieuze wedstrijden ·
EK-wedstrijden vrouwen ·
WK-wedstrijden vrouwen ·
Resultaten vrouwen kwalificaties en eindronden
1905 – 1919 ·
1920 – 1929 ·
1930 – 1939 ·
1940 – 1949 ·
1950 – 1959 ·
1960 – 1969 ·
1970 – 1979 ·
1980 – 1989 ·
1990 – 1999 ·
2000 – 2009 ·
2010 – 2019 ·
2020 – 2029
2015 ·
2016 ·
2017 ·
2018 ·
2019 ·
2020 ·
2021 · 
2022
EK's: 1976 · 
1980 · 
1988 · 
1992 · 
1996 · 
2000 · 
2004 · 
2008 · 
2012 · 
2020 · 
2024
WK's: 1934 · 
1938 · 
1974 · 
1978 · 
1990 · 
1994 · 
1998 · 
2006 · 
2010 · 
2014 · 
2022
OS: 1908 ·
1912 ·
1920 ·
1924 ·
1928 ·
1948 ·
1952 ·
2008
Albanië ·
Andorra ·
Argentinië ·
Armenië ·
Australië ·
België ·
Bosnië en Herzegovina ·
Brazilië ·
Bulgarije ·
Canada ·
Chili ·
China ·
Colombia ·
Costa Rica ·
Curaçao ·
Cyprus ·
DDR ·
Denemarken ·
Duitsland ·
Ecuador ·
Egypte ·
Engeland ·
Estland ·
Faeröer ·
Finland ·
Frankrijk ·
GOS · 
Georgië ·
Ghana ·
Gibraltar ·
Griekenland ·
Hongarije ·
Ierland ·
IJsland ·
Indonesië ·
Iran ·
Israël ·
Italië ·
Ivoorkust ·
Japan ·
Joegoslavië ·
Kameroen ·
Kazachstan ·
Kroatië ·
Letland ·
Liechtenstein ·
Luxemburg ·
Malta ·
Marokko ·
Mexico ·
Moldavië ·
Montenegro ·
Nederlandse Antillen ·
Nigeria ·
Noord-Ierland ·
Noord-Macedonië ·
Noorwegen ·
Oekraïne ·
Oostenrijk ·
Paraguay ·
Peru ·
Polen ·
Portugal ·
Qatar ·
Roemenië ·
Rusland ·
Saarland ·
San Marino ·
Saoedi-Arabië ·
Schotland ·
Senegal ·
Servië en Montenegro ·
Slovenië ·
Slowakije ·
Sovjet-Unie ·
Spanje ·
Suriname ·
Thailand ·
Tsjechië ·
Tsjecho-Slowakije ·
Tunesië ·
Turkije ·
Uruguay ·
Verenigd Koninkrijk ·
Verenigde Staten ·
Wales ·
Wit-Rusland ·
Zuid-Afrika ·
Zuid-Korea ·
Zweden ·
Zwitserland
Argentinië (1978) ·
Argentinië (2006) ·
Argentinië (2014) ·
Argentinië (2022) ·
Australië (2014) ·
Brazilië (2014) ·
Chili (2014) · 
Costa Rica (2014) ·
Denemarken (2010) ·
Denemarken (2012) ·
Duitsland (2012) · 
Ecuador (2022) · 
Frankrijk (2008) ·
Italië (2008) ·
Ivoorkust (2006) ·
Japan (2010) ·
Kameroen (2010) ·
Mexico (2014) · 
Noord-Macedonië (2021) · 
Oekraïne (2021) · 
Oostenrijk (2021) · 
Portugal (2006) ·
Portugal (2012) ·
Portugal (2019) ·
Qatar (2022) ·
Roemenië (2008) ·
Rusland (2008) ·
San Marino (2011) ·
Senegal (2022) ·
Servië en Montenegro (2006) ·
Sovjet-Unie (1988) ·
Spanje (2010) ·
Spanje (2014) ·
Tsjechië (2021) · 
Uruguay (2010) ·
Verenigde Staten (2022) · 
West-Duitsland (1974)